# Oullins
Oullins (phát âm tiếng Pháp: [ulɛ̃]) là một xã thuộc tỉnh Rhône trong vùng Rhône-Alpes phía đông nước Pháp. Xã này nằm ở khu vực có độ cao trung bình 178 mét trên mực nước biển.
Đây là ngoại ô của thành phố Lyon.